# Eotetranychus flechtmanni
Eotetranychus flechtmanni är en spindeldjursart som beskrevs av Fabiola Feres 1986. Eotetranychus flechtmanni ingår i släktet Eotetranychus och familjen Tetranychidae. Inga underarter finns listade i Catalogue of Life.